# Mélody Johner
Mélody Johner (* 7. März 1984 in Monthey) ist eine Schweizer Reitsportlerin. Sie vertrat die Schweiz bei den Olympischen Sommerspielen 2020 und nahm auf ihrem Pferd Toubleu de Rueire an der Einzel- und Mannschaftskonkurrenz im Vielseitigkeitsreiten teil. In der Einzelwertung wurde sie 17., und die Schweizer Mannschaft belegte den zehnten Platz.
Sie war 2003 Schweizer Meisterin der Junioren im Springreiten.
Sie und ihr Mann Benoît Johner arbeiten im Reitsportzentrum der Familie Johner in Le Chalet-à-Gobet, Schweiz. Sie trainieren Pferde für den Vielseitigkeits- und Springsport, betreuen  Reiter und organisieren ein internationales Reitturnier auf der Anlage.

## Erfolge
- 2019 Weltmeisterschaften der Jungen Pferde CCI2 mit Le Lion d’Angers, Einzelwertung Platz 24 mit Demoiselle Peccau
- 2021 Olympische Spiele Tokio, Einzelwertung Platz 17, Mannschaft Platz 10 mit Toubleu de Rueire[2]